# 卡达什曼·哈尔帕二世
卡达什曼·哈尔帕二世（约公元前1223年前后在位）（英語：Kadashman-Harbe II）加喜特后期的国王之一。承袭因埃兰人入侵而被推翻的恩利尔·那丁·舒米之位。在位约数月即遭废黜。尽管在位极短，仍有六部于其同期的经济文书留存至今。死后由阿达德·舒姆·伊地那继任君位。